# Gomashio
Le gomashio (胡麻塩) ou gomasio est un condiment composé d'un mélange de sésame grillé et de sel marin. Il est utilisé depuis des millénaires au Japon. Le mot gomasio est formé à partir de goma qui signifie « sésame » en japonais et de shio, « sel ».
Au Japon, il se compose de sel et de graines de sésame noir entières. Les proportions varient selon les recettes, de six à vingt grammes de sésame pour un gramme de sel. Chaque grain de sel est imprégné par l'huile du grain de sésame broyé. Simple à fabriquer soi-même, on le trouve aujourd'hui dans les boutiques bio, les magasins spécialisés mais aussi parfois en grande surface. Broyé, le sésame se conserve moins longtemps.
Il existe de nombreuses variantes, notamment l’algomasio (un gomashio avec des algues), et l’omegasio (un gomashio avec des graines de lin, des graines de courge, des graines de chanvre et des cerneaux de noix). Des variantes sont aussi consommées dans certains pays d'Asie, comme au Vietnam où il est appelé muôi vung ou encore en Chine.